# Jun Takata
Jun Takata (jap. 高田 純, Takata Jun; * 6. Dezember 1977 in der Präfektur Hiroshima) ist ein ehemaliger japanischer Fußballspieler.

## Karriere
Takata erlernte das Fußballspielen in der Jugendmannschaft von Sanfrecce Hiroshima. Seinen ersten Vertrag unterschrieb er 1996 bei den Sanfrecce Hiroshima. Der Verein spielte in der höchsten Liga des Landes, der J1 League. 1997 wechselte er zum Zweitligisten Brummell Sendai (heute: Vegalta Sendai). Für den Verein absolvierte er 62 Spiele. Ende 1999 beendete er seine Karriere als Fußballspieler.

## Erfolge
Sanfrecce Hiroshima
- Kaiserpokal

Finalist: 1996